# Mistrzostwa Europy w Lekkoatletyce 2018 – bieg na 400 m mężczyzn
Bieg na 400 metrów mężczyzn – jedna z konkurencji biegowych rozgrywanych podczas lekkoatletycznych mistrzostw Europy na Olympiastadion w Berlinie.
Tytułu z poprzednich mistrzostw nie obronił, Brytyjczyk Martyn Rooney.

## Rekordy
Tabela prezentuje rekord świata, rekord Europy, rekord mistrzostw Europy, najlepsze osiągnięcie na Starym Kontynencie, a także najlepszy rezultat na świecie w sezonie 2018 przed rozpoczęciem mistrzostw.
|                                        | Zawodnik             | Wynik | Miejsce        | Data                  |
| -------------------------------------- | -------------------- | ----- | -------------- | --------------------- |
| Rekord świata                          | Wayde van Niekerk    | 43,03 | Rio de Janeiro | 14 sierpnia 2016      |
| Rekord Europy                          | Thomas Schönlebe     | 44,33 | Rzym           | 3 września 1987(dts)  |
| Rekord mistrzostw Europy               | Iwan Thomas          | 44,52 | Budapeszt      | 21 sierpnia 1998(dts) |
| Najlepszy wynik na świecie w 2018 roku | Michael Norman       | 43,61 | Eugene         | 8 czerwca 2018(dts)   |
| Najlepszy wynik w Europie w 2018 roku  | Matthew Hudson-Smith | 44,63 | Londyn         | 21 lipca 2018(dts)    |

## Najlepsze wyniki w Europie
Poniższa tabela przedstawia 10 najlepszych rezultatów na Starym Kontynencie w 2018 roku tuż przed rozpoczęciem mistrzostw
| Poz. | Zawodnik             | Reprezentacja   | Wynik | Data i miejsce             |
| ---- | -------------------- | --------------- | ----- | -------------------------- |
| 1.   | Matthew Hudson-Smith | Wielka Brytania | 44,63 | 21 lipca, Londyn           |
| 2.   | Bruno Hortelano      | Hiszpania       | 44,69 | 22 czerwca, Madryt         |
| 3.   | Óscar Husillos       | Hiszpania       | 44,73 | 22 czerwca, Madryt         |
| 4.   | Liemarvin Bonevacia  | Holandia        | 45,03 | 1 lipca, La Chaux-de-Fonds |
| 4.   | Jonathan Sacoor      | Belgia          | 45,03 | 13 lipca, Tampere          |
| 6.   | Karsten Warholm      | Norwegia        | 45,14 | 11 lipca, Oslo             |
| 7.   | Karol Zalewski       | Polska          | 45,15 | 8 czerwca, Chorzów         |
| 8.   | Lucas Bua            | Hiszpania       | 45,25 | 8 czerwca, Huelva          |
| 8.   | Ludvy Vaillant       | Francja         | 45,25 | 9 czerwca, Fort-de-France  |
| 10.  | Davide Re            | Włochy          | 45,26 | 28 czerwca, Tarragona      |

## Terminarz
| Data       | Godzina |            |
| ---------- | ------- | ---------- |
| 7 sierpnia | 10:35   | Eliminacje |
| 8 sierpnia | 19:30   | Półfinały  |
| 9 sierpnia | 19:50   | Finał      |

## Rezultaty

### Eliminacje
Z biegu w eliminacjach zwolnieni zostali zawodnicy plasujący się w czołowej "12" list europejskich w sezonie 2018.

Awans: Trzech najszybszych zawodników z każdego biegu (Q) oraz trzech z najlepszymi czasami wśród przegranych (q).

Źródło: european-athletics.org
| Miejsce | Bieg | Tor | Zawodnik              | Reprezentacja   | Czas  | Uwagi |
| ------- | ---- | --- | --------------------- | --------------- | ----- | ----- |
| 1.      | 2    | 8   | Jonathan Borlée       | Belgia          | 45,19 | Q,    |
| 2.      | 1    | 8   | Kévin Borlée          | Belgia          | 45,29 | Q,    |
| 3.      | 2    | 7   | Matteo Galvan         | Włochy          | 45,48 | Q,    |
| 4.      | 1    | 6   | Ricardo Dos Santos    | Portugalia      | 45,55 | Q,    |
| 5.      | 2    | 6   | Jānis Leitis          | Łotwa           | 45,56 | Q,    |
| 6.      | 2    | 4   | Samuel García         | Hiszpania       | 45,63 | q     |
| 7.      | 4    | 6   | Dwayne Cowan          | Wielka Brytania | 45,75 | Q     |
| 8.      | 1    | 7   | Witalij Butrym        | Ukraina         | 45,82 | Q,    |
| 9.      | 1    | 2   | Pavel Maslák          | Czechy          | 45,83 | q     |
| 10.     | 3    | 1   | Dylan Borlée          | Belgia          | 45,84 | Q     |
| 11.     | 3    | 7   | Robert Parge          | Rumunia         | 45,99 | Q     |
| 12.     | 4    | 5   | Donald Blair-Sanford  | Izrael          | 46,00 | Q     |
| 13.     | 4    | 3   | Patrick Schneider     | Niemcy          | 46,15 | Q     |
| 14.     | 4    | 4   | Łukasz Krawczuk       | Polska          | 46,17 | q     |
| 15.     | 2    | 3   | Dariusz Kowaluk       | Polska          | 46,18 |       |
| 16.     | 3    | 8   | Martyn Rooney         | Wielka Brytania | 46,27 | Q     |
| 17.     | 3    | 6   | Ołeksij Pozdniakow    | Ukraina         | 46,47 |       |
| 18.     | 3    | 4   | Patrik Šorm           | Czechy          | 46,52 |       |
| 19.     | 3    | 2   | Johannes Trefz        | Niemcy          | 46,53 |       |
| 20.     | 1    | 3   | Yavuz Can             | Turcja          | 46,58 |       |
| 21.     | 4    | 7   | Michal Desenský       | Czechy          | 46,68 |       |
| 22.     | 1    | 1   | Christopher O’Donnell | Irlandia        | 46,81 | SB    |
| 23.     | 4    | 2   | Erik Martinsson       | Szwecja         | 46,87 |       |
| 24.     | 4    | 8   | Batuhan Altıntaş      | Turcja          | 46,91 |       |
| 25.     | 2    | 5   | Stanisław Senyk       | Ukraina         | 47,10 |       |
| 26.     | 3    | 5   | Tony Nõu              | Estonia         | 47,19 |       |
| 27.     | 1    | 5   | Mateo Ružić           | Chorwacja       | 47,32 |       |
| 28.     | 2    | 2   | Franko Burraj         | Albania         | 47,56 |       |
| 29.     | 1    | 4   | Jessy Franco          | Gibraltar       | 48,12 | PB    |
| 30.     | 3    | 3   | Joel Burgunder        | Szwajcaria      | 48,78 |       |

### Półfinały
Awans: Dwóch najszybszych zawodników z każdego biegu (Q) oraz dwóch z najlepszymi czasami wśród przegranych (q).

Źródło: european-athletics.org
| Miejsce | Bieg | Tor | Zawodnik             | Reprezentacja   | Czas  | Uwagi |
| ------- | ---- | --- | -------------------- | --------------- | ----- | ----- |
| 1.      | 1    | 4   | Matthew Hudson-Smith | Wielka Brytania | 44,76 | Q     |
| 2.      | 1    | 5   | Jonathan Borlée      | Belgia          | 44,87 | Q,    |
| 3.      | 3    | 5   | Karsten Warholm      | Norwegia        | 44,91 | Q,    |
| 4.      | 3    | 6   | Luka Janežič         | Słowenia        | 44,93 | Q,    |
| 5.      | 3    | 3   | Kévin Borlée         | Belgia          | 45,07 | q,    |
| 6.      | 2    | 5   | Karol Zalewski       | Polska          | 45,11 | Q,    |
| 7.      | 1    | 7   | Ricardo Dos Santos   | Portugalia      | 45,14 | q,    |
| 8.      | 1    | 6   | Matteo Galvan        | Włochy          | 45,17 | SB    |
| 9.      | 2    | 4   | Óscar Husillos       | Hiszpania       | 45,17 | Q     |
| 10.     | 2    | 6   | Rabah Yousif         | Wielka Brytania | 45,30 | SB    |
| 11.     | 3    | 4   | Liemarvin Bonevacia  | Holandia        | 45,39 |       |
| 12.     | 1    | 2   | Dwayne Cowan         | Wielka Brytania | 45,45 | SB    |
| 13.     | 1    | 3   | Lucas Búa            | Hiszpania       | 45,48 |       |
| 14.     | 2    | 3   | Davide Re            | Włochy          | 45,53 |       |
| 15.     | 2    | 8   | Jānis Leitis         | Łotwa           | 45,53 | NR    |
| 16.     | 1    | 8   | Pavel Maslák         | Czechy          | 45,59 | SB    |
| 17.     | 2    | 7   | Dylan Borlée         | Belgia          | 45,63 |       |
| 18.     | 3    | 7   | Donald Blair-Sanford | Izrael          | 45,68 |       |
| 19.     | 3    | 1   | Martyn Rooney        | Wielka Brytania | 45,73 | SB    |
| 20.     | 1    | 1   | Łukasz Krawczuk      | Polska          | 45,78 | SB    |
| 21.     | 3    | 8   | Samuel García        | Hiszpania       | 45,87 |       |
| 22.     | 3    | 2   | Witalij Butrym       | Ukraina         | 46,01 |       |
| 23.     | 2    | 1   | Robert Parge         | Rumunia         | 46,07 |       |
| 24.     | 2    | 2   | Patrick Schneider    | Niemcy          | 46,58 |       |

### Finał
Źródło: european-athletics.org
| Miejsce | Tor | Zawodnik             | Reprezentacja   | Czas  | Uwagi |
| ------- | --- | -------------------- | --------------- | ----- | ----- |
| 01 !    | 3   | Matthew Hudson-Smith | Wielka Brytania | 44,78 |       |
| 02 !    | 1   | Kévin Borlée         | Belgia          | 45,13 |       |
| 03 !    | 4   | Jonathan Borlée      | Belgia          | 45,19 |       |
| 4.      | 5   | Karol Zalewski       | Polska          | 45,34 |       |
| 5.      | 7   | Luka Janežič         | Słowenia        | 45,43 |       |
| 6.      | 8   | Óscar Husillos       | Hiszpania       | 45,61 |       |
| 7.      | 2   | Ricardo Dos Santos   | Portugalia      | 45,78 |       |
| 8.      | 6   | Karsten Warholm      | Norwegia        | 46,68 |       |